# Richard Driehaus
Richard Herman Driehaus (* 28. Juli 1942 in Chicago; † 9. März 2021 in Chicago) war ein US-amerikanischer Unternehmer, Anleger, wohltätiger Philanthrop und Mäzen. Er war Gründer und Vorstandsvorsitzender der Chicagoer Fondsgesellschaft Driehaus Capital Management LLC, die Assets im Wert von etwa zwölf Milliarden US-Dollar hält.
Driehaus wurde bekannt durch seine zahlreichen wohltätigen Aktivitäten in den Bereichen Kunst, Kultur, Journalismus, Bildung und Architektur, insbesondere durch den nach ihm benannten Driehaus-Architektur-Preis für klassische Architektur der Gegenwart und den Rafael Manzano Prize for New Traditional Architecture in Spanien und Portugal. Auch die Chicagoer Privatkunstsammlung im Driehaus Museum ist nach ihm benannt. Zudem setzte er sich für weitere gemeinnützige Organisationen ein, darunter die Better Government Association für investigativen Journalismus.